# José Ángel Ezcurra

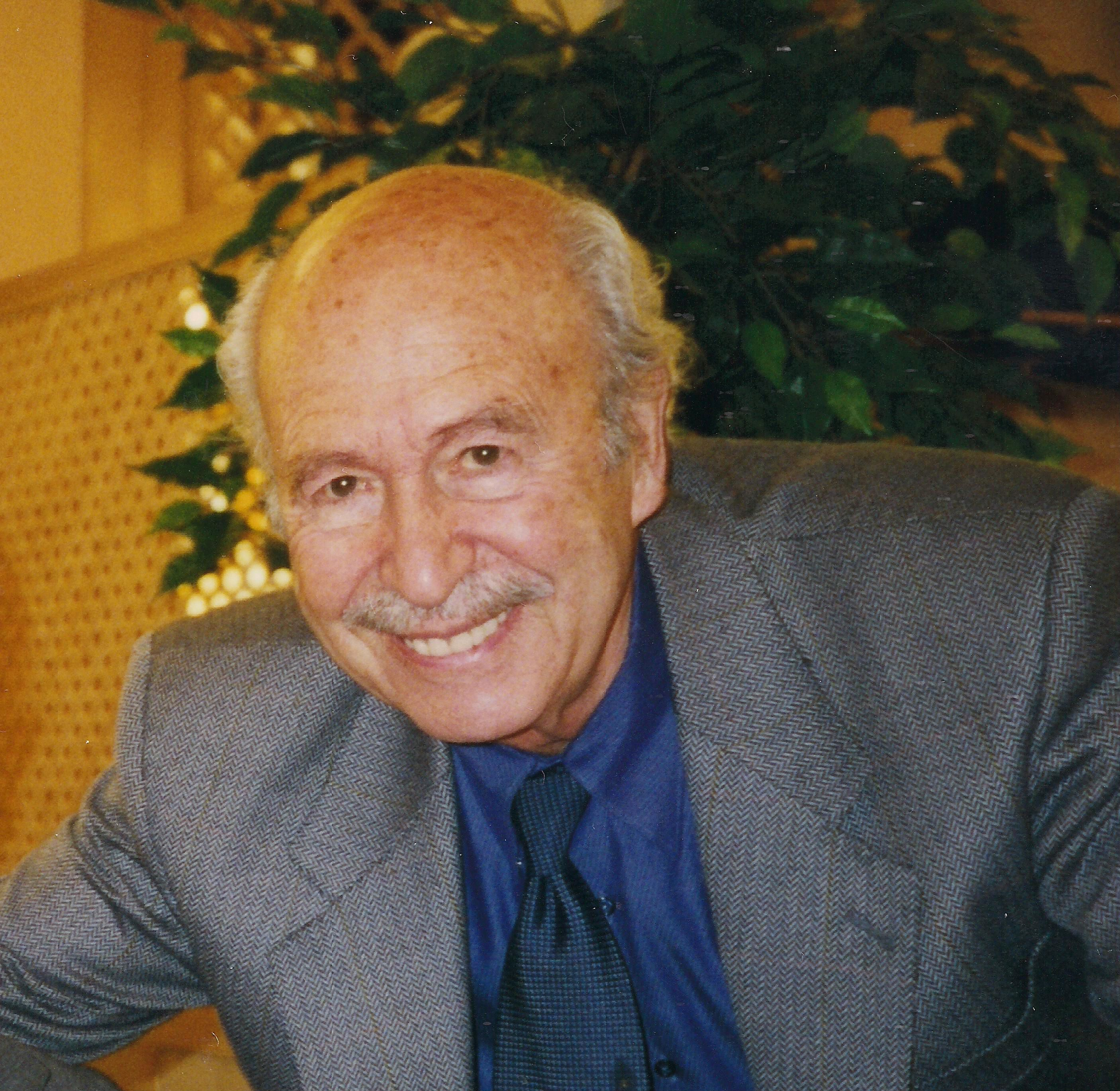
José Angel Ezcurra nascido em (03/05/1921) morreu em (01/10/2010)

José Ángel Ezcurra Carrillo (Orihuela, 3 de maio de 1921 - Madrid, 1 de outubro de 2010) foi um jornalista e editor espanhol, fundador da revista Triunfo. Ele foi um símbolo de resistência intelectual ao Franquismo.